# Richard Gädke
Richard Gädke (* 19. Oktober 1852 in Spandau; † 26. April 1926 in Lugano) war ein deutscher Oberst, Schriftsteller, Journalist sowie antimilitaristischer und sozialdemokratischer Aktivist.

## Leben

### Militärische Karriere
Gädke nahm als Leutnant am Deutsch-Französischen Krieg teil. Er diente als vor 1890 als Hauptmann im 1. Posenschen Feld-Artillerie-Regiment Nr. 20. Am 23. Mai 1890 wurde Gädke zum Major der Feldartillerie befördert. 1891 wurde er in den Generalstab abkommandiert. Er wirkte seit 1892 bis 1894 im Generalstab der Kommandantur Königsberg unter Generalleutnant von der Knesebeck, sowie nachfolgend unter Generalmajor Eugen Keyler. 1895 wechselte er als Kommandeur der 2. Abteilung zum 1. Thüringischen Feldartillerie-Regiment Nr. 19 in Erfurt.
Gädke wurde am 25. März 1899 zum Oberst befördert. Ab dem 1. Oktober desselben Jahres diente er dann als Kommandeur des 2. Niederschlesischen Feld-Artillerie-Regiment Nr. 41, welches zu seinem Patentdatum errichtet wurde und im niederschlesischen Glogau stationiert war. Bis dahin war er Träger des Roten Adlerorden IV. Klasse, des Eisernen Kreuzes II. Klasse, dem Dienstauszeichnungskreuz und dem königlichen Kronen-Orden III. Klasse.

### Zeit als Journalist
Gädke schied 1901 aus der preußischen Armee aus.
Im Jahre 1903 veröffentlichte er einen Artikel im Berliner Tageblatt, in dem er die Mörder des serbischen Königspaars Aleksandar Obrenović und Draga Mašin, nämlich den serbischen Hauptmann Dragutin Dimitrijević und seine Geheimorganisation Schwarze Hand, in Schutz nahm, da sie laut ihm die Verfassung des Monarchen verteidigten. Dieser Artikel verwickelte ihn in einen öffentlichen Streit mit dem Chefredakteur der Kreuzzeitung, dem Professor Hermann Kropatscheck, der schließlich in einer Beleidigungsanklage endete, da Kropatscheck die Haltung Gädkes eines preußischen Offiziers nicht würdig hielt. Beide Beleidigungsanklagen scheiterten schließlich und hatten ein ehrengerichtliches Verfahren gegen ihn zum Nachspiel, die ihm das Recht auf Tragen der Uniform und die Aberkennung des Offizierstitels effizierten.
1904 reise er nach Ausbruch des Russisch-Japanischen Krieges als Kriegskorrespondent des Berliner Tagesblatt zum russischen Hauptquartier bei Mukden. Sein Urteil über das russische Offizierskorps war vernichtend; er argumentiert unter anderem, dass kein Zusammenhalt zwischen den Offizieren und kein Gefühl gemeinsamer Ehre bestehe. Gädke nahm als Zuschauer an einigen Gefechten zwischen den zwei Armeen teil. Nach Rückreise im Dezember 1904 weilte er kurzweilig in St. Petersburg und berichtete von dort weiter aus. In Deutschland wieder zurück, versuchte er seinen Titel des Oberst wieder zurückzuerlangen, da er die Kabinettsorder die ihm den Titel aberkannte wegen seiner Zeit in der Mandschurei nie ausgehändigt wurde. Das Kriegsministerium weigerte sich aber seine Ansicht zur Durchführung zu bringen, woraufhin er sein Urteil ignorierte und weiterhin den Titel, z. B. in Zeitungsartikeln, führte um das Kriegsministerium zu einer Reaktion zu zwingen.
Er geriet im Jahre 1905 ein weiteres Mal in Kritik, da er einen Artikel in der französischen Zeitung Echo de Paris veröffentlichte, in dem er die französische Militärführung stark kritisierte. Seine Gegner argumentierten, dass er mit dem Artikel die französische Armee auf mögliche Fehler und Mängel aufmerksam machen könnte, was Deutschland massiv schaden könnte. Er kritisierte in einem Zeitungsartikel den Deutschen Flottenverein, da er fürchtete, dass im Verein der Gedanke der Weltherrschaft Tatbestand geworden wäre.
Da die Militärverwaltung ihn bis 1906 weiterhin ignorierte, denunzierte er sich bei der Staatsanwaltschaft Berlin und musste sich somit vor Gericht wegen der unbefugten Führung des Titels Oberst a. D.verantworten. In letzter Instanz musste er sich vor dem Kammergericht Berlin verantworten, da er in beiden Vorinstanzen ein freisprechendes Urteil erzielt hatte. Er konnte erfolgreich damit argumentieren, dass ihm die Kabinettsorder die ihm den Titel aberkannte nicht zugeteilt wurde, weshalb er schließlich freigesprochen wurde. Der Fall erlangte national Bekanntheit und wurde auch im Reichstag behandelt. Gädke wurde Sinnbild für das Gegenteil eines Patrioten und preußischen Offiziers. Im September 1907 wurde er ein weiteres Mal wegen der Führung des Titels des Oberst vor Gericht gestellt. Diesmal wurde die Titelsführung für unrecht erklärt und er wurde zu einer Geldstrafe von 150 Mark verurteilt. Somit wurde er nach vier Freisprüchen das erste Mal strafrechtlich verurteilt, was erneut im Reichstag Beachtung fand.
Er ließ sich 1908 erfolglos als Landtagskandidat für die Freisinnige Vereinigung im Landtagswahlkreis Teltow-Beskow aufstellen. 1909 hielt er im Breslauer Konzerthaus eine Rede gegen den Katholikentag. Er geriet im Jahre 1910 erneut in den öffentlichen Diskurs, nachdem er in einem Zeitungsartikel des Berliner Tageblatt enthüllte, dass die Kaiserliche Marine nicht wie offiziell angegeben 38 Linienschiffe baute, sondern 58. Diese Enthüllungen erhielten im British Empire größte Aufmerksamkeit und war auf der Titelseiten von zahlreichen englischen Zeitschriften, so unter anderem im Daily Mail, Daily Express und The Standard. Der konservative Reichstagsabgeordnete Wolfgang Gans zu Putlitz urteilte über Oberst Gädke, dass ihn kein vernünftiger Mensch ernst nehmen kann. Gädke setzte sich gegen den Antisemitismus ein und verurteilte den Vorwurf der „militärischen Untüchtigkeit der Juden“ scharf.

Gädke kommentierte auch die Harden-Eulenburg-Affäre damit dass:
„Nicht Maßregeln brauchen wir, nicht Kabinettsorders, sondern Männer, andere Männer, ganze Männer!“ 
Bei der Reichstagswahl 1912 kandidierte Gädke im Wahlkreis Berlin 1, zu dem das Berliner Schloss und das Ministerviertel gehörten, für die Demokratische Vereinigung und erreichte einen Stimmanteil von 12,5 %. Es kam zu einer Stichwahl zwischen dem sozialdemokratischen Außenseiter Wilhelm Düwell und dem renommierten fortschrittlichen Abgeordneten Johannes Kaempf, der den Wahlkreis äußerst knapp mit nur neun Stimmen Vorsprung gegen Düwell behaupten konnte. Da Gädke Düwell unterstützte, das Tageblatt aber Kaempf, kam es zu einem Streit, der schließlich mit der Kündigung von Gädke endete. Er wechselte daraufhin mit Wirkung vom 1. März desselben Jahres zum Kleinen Journal. Auf ihrem vierten Parteitag in Nürnberg wurde Gädke am 27. Mai 1912 zum stellvertretenden Vorsitzenden der Demokratischen Vereinigung gewählt.
1913 wurde er vor der 3. Strafkammer des Landgerichts Berlin zu einer Geldstrafe von 300 Mark verurteilt wegen eines im Jahre 1912 erschienenen Artikels im Kleinen Journal namens „Ein deutscher Thronfolger und die Ehrengerichte“, der sich mit dem Thronfolger von Schwarzburg-Rudolstadt, Prinz Sizzo von Leuchtenburg, befasste.
Laut dem Handbuch der Friedensbewegung von 1913 trat er für internationale Verständigung und vertragsmäßige Rüstungsminderung ein. Er schrieb auch für die Friedens-Warte. „“

### Erster Weltkrieg
Im späten Ersten Weltkrieg erlangte Gädke nochmals Aufmerksamkeit durch einen Zeitungsartikel in der Hohenzollerischen Volkszeitung im späten Oktober 1918, in der er damit argumentierte, dass der Krieg noch nicht verloren und unbedingt weiterzuführen sei. Seine „flammenden Durchhalteparolen“ besaßen dieselbe Argumentationslinie wie die Dolchstoßlegende der Weimarer Republik. Nach Kriegsend lebte er weitestgehend unbeachtet in Lugano in der Schweiz.

## Schriften
- Kriegsbriefe aus der Mandschurei. Luckhardt, 1905
- Japans Krieg und Sieg: politisch-militärische Beschreibung des Russisch-Japanischen Krieges. A. Schall, 1907
- Krieg oder Frieden? Unsere Aussichten in einem künftigen Krieg. Concordia, 1907
- Wie der Krieg verloren wurde. 1919